# Nabeshima Naoyoshi
Nabeshima Naoyoshi est un nom japonais traditionnel ; le nom de famille (ou le nom d'école), Nabeshima, précède donc le prénom (ou le nom d'artiste).
Le vicomte Nabeshima Naoyoshi (鍋島 直彬), né le 30 janvier 1844 dans la province de Hizen au Japon et décédé à l'âge de 71 ans le 13 juin 1915, est le 13e et dernier daimyo du domaine de Kashima. Avant la restauration de Meiji, son titre de cour était Bizen no kami. Durant l'ère Meiji, il devint un homme politique et fut le premier gouverneur de la préfecture d'Okinawa.

## Biographie
Né en 1844, Naoyoshi est le 3e fils du 10e daimyo de Kashima, Nabeshima Naonaga. En 1848, le 13e daimyo, Nabeshima Naosaga, est forcé de prendre sa retraite sous la pression de Nabeshima Naomasa à cause de sa mauvaise gestion des finances et le titre revient à Naoyoshi. Durant les premières années de fonction, les finances du domaines sont si terribles qu'elles finissent sous la supervision du domaine de Saga. En 1851, Naoyoshi propose même que le domaine de Kashima soit aboli et absorbé par celui de Saga. Il était opposé aux autres branches du clan Nabeshima (domaines de Hasunoike et d'Ogi).
En 1853, le domaine de Kashima connait un fardeau financier supplémentaire lorsque le shogunat Tokugawa le charge de la sécurité pendant la visite du diplomate russe Ievfimy Poutiatine à Nagasaki dans le cadre des efforts de la Russie pour mettre fin à la politique d'isolement du Japon et d'établir des relations commerciales et diplomatiques.
En 1860, Naoyoshi commence à correspondre secrètement avec la cour impériale de Kyoto et devient partisan du renversement du shogunat. En 1866, Naoyoshi assure la protection de Soejima Taneomi qui est alors pourchassé par le shogunat. En 1868, avec le début de la guerre de Boshin, il engage le domaine de Kashima du côté de l'alliance Satchō et de l'empereur Meiji. 
En juin 1869, le titre de daimyo est aboli et Naoyoshi est renommé gouverneur du domaine. Cependant, en 1871, le fief lui-même est dissous lors de l'abolition du système han et est intégré dans la nouvelle préfecture de Saga. Naoyoshi est par conséquent réaffecté à Tokyo. 
D'août 1872 à 1876, Naoyoshi voyage aux États-Unis et, à son retour, sert comme conseiller auprès de l'empereur Meiji et entame un périple avec sa suite à Kyoto en 1877 pendant la rébellion de Satsuma. En 1878, il est nommé professeur officiel de l'empereur par l'Agence impériale.
À la suite de l'abolition du royaume de Ryūkyū en 1879 et son annexion par le Japon sous le nom de préfecture d'Okinawa, Naoyoshi en est nommé premier gouverneur et arrive à bord du Tokai Maru le 28 mai 1879.
Sous sa direction, le système d'éducation national est introduit à Okinawa avec une priorité particulière pour l'enseignement du japonais standard, qui est peu parlé dans l'archipel à l'époque. Beaucoup d'écoles sont fondées durant son administration et l'économie de l'île s'améliore, en particulier pour la production de sucre.
En 1881, Naoyoshi est rappelé à Tokyo pour devenir président du Genrōin. Après l'établissement du système de pairie kazoku, il est élevé au rang de vicomte (shishaku) et devient membre de la Chambre des pairs du Japon en 1890.
Vers la fin de sa vie, il aide à construire des hôpitaux et des écoles dans la région de Kashima, qu'il avait autrefois gouverné, et est récompensé par un titre de cour de second rang juste avant sa mort en 1915.

## Source de la traduction
- (en) Cet article est partiellement ou en totalité issu de l’article de Wikipédia en anglais intitulé « Nabeshima Naoyoshi » (voir la liste des auteurs).